# Söderbådan, Kristinestad
Söderbådan är en klippa i Finland.   Den ligger i den ekonomiska regionen  Sydösterbotten och landskapet Österbotten, i den sydvästra delen av landet, 300 km nordväst om huvudstaden Helsingfors.
Terrängen runt Söderbådan är mycket platt. Havet är nära Söderbådan västerut.  Närmaste större samhälle är Kristinestad, 5,7 km öster om Söderbådan. 